# Seznam videoher společnosti Ubisoft

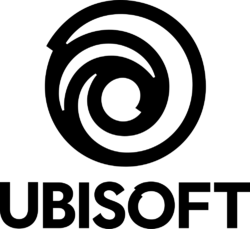
Logo Ubisoftu

Toto je seznam videoher, které vyvinula či vydala francouzská společnost Ubisoft. Založilo ji pět bratrů Guillemotových v březnu 1986 pod názvem Ubi Soft. Hry jsou v tabulce řazeny podle roku vydání původní platformy.

## Hry
Seznam obsahuje výčet základních titulů.

### 1986–1999
1987
- Asphalt (CPC)
- L'Anneau de Zengara (CPC, ST)

1990
- 10 Megahits Vol. 2 (Ami, DOS)
- Unreal (Ami, DOS)

1991
- 10 Great Games (Ami, DOS)
- 10 Megahits Vol. 3 (Ami, DOS)
- Air Combat Aces (Ami)
- Back to do golden age (Ami, DOS)

1995
- Action Soccer (DOS)
- Anvil of Dawn (DOS)
- Rayman Forever (DOS)

1996
- Alexi Lalas Red Hot Soccer (Win)

1997
- The Adventures of Waldo & Marie (Win)

1998
- All Star Tennis '98 (N64, PS1, GBC)
- Asghan: The Dragon Slayer (Win)
- Rainbow six (PlayStation, PC)

1999
- Alex Build His Farm (Win)
- All You Can Play: 10 Racing Games (Win)
- Rayman 2 The Great Escape (Win, PS2, X-box 360, Nintendo DS)

### 2000–2009
2000
- Anne McCaffrey's Freedom: First Resistance (Win)
- Animorphs (GBC)
- Arcatera: The Dark Brotherhood (Win)
- Batman Beyond: Return of the Joker (Gameboy, Plastation, Nintendo64)
- Grandia 2 (PC, PS2)

2001
- Alex Ferguson's Player Manager 2001 (PS1)
- Alfred Hitchock Presents: The Final Cut (Win)
- Armored Core 2 (PS2)
- Batman Gotham city racer (Plastation)
- Conflict zone (PC, PS2)
- F1 racing Championship (PC, PS, PS2, Nintendo64)
- Planet of the Apes (PC, Plastation)
- Tom Clancy Ghost Recon (PC, X-box, PS2)
- Rainbow six Takedown (PC, PS2, X-box 360)

| Rok  | Název                                                     | Datum vydání       | Vývojáři                                                          | Platformy | Zdroje        |
| ---- | --------------------------------------------------------- | ------------------ | ----------------------------------------------------------------- | --- | ------------- |
| 2002 | Salt Lake 2002                                            | 31. ledna 2002     | DC Studios, Ubi Studios UK                                        | Game Boy Advance | [ 4 ]         |
| 2002 | Destroyer Command                                         | 12. února 2002     | Ultimation                                                        | Microsoft Windows | [ 5 ]         |
| 2002 | Mike Tyson Boxing                                         | 1. března 2002     | Virtucraft                                                        | Game Boy Advance |               |
| 2002 | Rayman Rush                                               | 8. března 2002     | Ubi Soft Shanghai                                                 | PlayStation | [ 6 ]         |
| 2002 | Bratz                                                     | 11. března 2002    | DC Studios                                                        | Game Boy Advance, Microsoft Windows, PlayStation                                                                                        |               |
| 2002 | Warlords Battlecry II                                     | 12. března 2002    | Strategic Studies                                                 | Microsoft Windows | [ 7 ]         |
| 2002 | E.T. The Extra-Terrestrial: Interplanetary Mission        | 19. března 2002    | Digital Eclipse, Santa Cruz Games                                 | PlayStation |               |
| 2002 | Dark Planet: Battle for Natrolis                          | 21. března 2002    | Creative Edge                                                     | Microsoft Windows | [ 8 ]         |
| 2002 | Jim Henson's Bear in the Big Blue House                   | 21. března 2002    | Ubi Studios UK (GBA), DC Studios (PS)                             | Game Boy Advance, PlayStation |               |
| 2002 | X-Bladez: Inline Skater                                   | 22. března 2002    | Vision Scape Interactive                                          | PlayStation |               |
| 2002 | Tom Clancy's Ghost Recon: Desert Siege                    | 26. března 2002    | Red Storm Entertainment                                           | Microsoft Windows | [ 9 ]         |
| 2002 | E.T.: Phone Home Adventure                                | 27. března 2002    | Lexis Numérique                                                   | Microsoft Windows |               |
| 2002 | Pro Rally 2002                                            | 29. března 2002    | Ubi Soft Barcelona                                                | GameCube, PlayStation 2 | [ 10 ]        |
| 2002 | Europa Universalis II                                     | 5. dubna 2002      | Paradox Development Studio                                        | Microsoft Windows |               |
| 2002 | Hooters Road Trip                                         | 25. dubna 2002     | Hoplite Research                                                  | Microsoft Windows, PlayStation |               |
| 2002 | Sabrina, the Teenage Witch: Potion Commotion              | 25. dubna 2002     | Ubi Soft Montreal                                                 | Game Boy Advance | [ 11 ]        |
| 2002 | Ultimate Fighting Championship: Tapout                    | 25. dubna 2002     | Dream Factory                                                     | Xbox |               |
| 2002 | Monster Jam: Maximum Destruction                          | 28. května 2002    | Inland Productions, Unique Development Studios                    | Game Boy Advance, GameCube, Microsoft Windows, PlayStation 2                                                                            | [ 12 ] [ 13 ] |
| 2002 | The Sum of All Fears                                      | 31. května 2002    | Red Storm Entertainment                                           | Game Boy Advance, GameCube, Microsoft Windows, PlayStation 2                                                                            | [ 14 ]        |
| 2002 | UFC: Throwdown                                            | 3. června 2002     | Opus                                                              | GameCube, PlayStation 2 | [ 15 ] [ 16 ] |
| 2002 | The Elder Scrolls III: Morrowind                          | 8. června 2002     | Bethesda Game Studios                                             | Microsoft Windows, Xbox | [ 17 ]        |
| 2002 | Breath of Fire II                                         | 28. června 2002    | Capcom                                                            | Game Boy Advance |               |
| 2002 | Evolution Worlds                                          | 26. července 2002  | Sting                                                             | GameCube | [ 18 ]        |
| 2002 | Worms Blast                                               | 4. září 2002       | Zed Two Game Design                                               | GameCube | [ 19 ]        |
| 2002 | Largo Winch: Empire Under Threat                          | 6. září 2002       | Ubi Soft Annecy                                                   | GameCube, Microsoft Windows, PlayStation 2, Xbox                                                                                        |               |
| 2002 | Colin McRae Rally 2.0                                     | 17. září 2002      | Spellbound Interactive                                            | Game Boy Advance |               |
| 2002 | Tom Clancy's Ghost Recon: Island Thunder                  | 25. září 2002      | Red Storm Entertainment                                           | Microsoft Windows, Xbox | [ 20 ]        |
| 2002 | Deathrow                                                  | 17. října 2002     | Southend Interactive                                              | Xbox | [ 21 ]        |
| 2002 | Mega Man Battle Network 2                                 | 17. října 2002     | Capcom Production Studio 2                                        | Game Boy Advance |               |
| 2002 | Wizardry: Tale of the Forsaken Land                       | 17. října 2002     | Racjin, Atlus                                                     | PlayStation 2 |               |
| 2002 | Speed Challenge: Jacques Villeneuve's Racing Vision       | 18. října 2002     | Ubi Soft Montreal, Ubi Soft Bucharest                             | GameCube, Microsoft Windows, PlayStation 2                                                                                              |               |
| 2002 | Disney's PK: Out of the Shadows                           | 30. října 2002     | Ubi Soft Casablanca                                               | GameCube, PlayStation 2 | [ 22 ]        |
| 2002 | Riding Champion: Legacy of Rosemond Hill                  | říjen 2002         | Digital Illusions                                                 | Microsoft Windows |               |
| 2002 | Rocky                                                     | 12. listopadu 2002 | Rage Newcastle (PS2 a Xbox), Steel Monkeys (GC), Virtucraft (GBA) | Game Boy Advance, GameCube, PlayStation 2, Xbox                                                                                         |               |
| 2002 | Tomb Raider: The Prophecy                                 | 12. listopadu 2002 | Ubi Soft Milan                                                    | Game Boy Advance | [ 23 ]        |
| 2002 | Dragon's Lair 3D: Return to the Lair                      | 18. listopadu 2002 | Dragonstone Interactive                                           | Microsoft Windows, Xbox | [ 24 ]        |
| 2002 | Tom Clancy's Splinter Cell                                | 18. listopadu 2002 | Ubi Soft Montreal, Ubi Soft Shanghai (GC a PS2)                   | Game Boy Advance, GameCube, Microsoft Windows, PlayStation 2, Xbox                                                                      |               |
| 2002 | Street Fighter Alpha 3                                    | 28. listopadu 2002 | Crawfish Interactive                                              | Game Boy Advance |               |
| 2002 | Globetrotter 2                                            | listopad 2002      | Deadline Games                                                    | Microsoft Windows |               |
| 2002 | RS3: Racing Simulation 3                                  | 5. prosince 2002   | Ubi Soft Paris                                                    | Microsoft Windows, PlayStation 2 |               |
| 2002 | Lunar Legend                                              | 8. prosince 2002   | Japan Art Media                                                   | Game Boy Advance | [ 25 ]        |
| 2002 | Disney's Treasure Planet                                  | prosinec 2002      | Bizarre Creations                                                 | Game Boy Advance |               |
| 2002 | Moto Racer Advance                                        | 2002               | Adeline Software International, Delphine Software International   | Game Boy Advance |               |
| 2002 | E.T. The Extra-Terrestrial: Away From Home                | 2002               | Lexis Numérique                                                   | Microsoft Windows |               |
| 2003 | Rayman 3: Hoodlum Havoc                                   | 21. února 2003     | Ubi Pictures                                                      | GameCube, Game Boy Advance, Microsoft Windows, PlayStation 2, PlayStation 3, Xbox, Xbox 360                                             |               |
| 2003 | Wild Arms 3                                               | 21. února 2003     | Media.Vision                                                      | PlayStation 2 |               |
| 2003 | IL-2 Sturmovik: Forgotten Battles                         | 2. března 2003     | 1C:Maddox Games                                                   | Microsoft Windows |               |
| 2003 | Murakumo: Renegade Mech Pursuit                           | 5. března 2003     | FromSoftware                                                      | Xbox |               |
| 2003 | Tom Clancy's Rainbow Six 3: Raven Shield                  | 18. března 2003    | Red Storm Entertainment                                           | Microsoft Windows |               |
| 2003 | Shadowbane                                                | 25. března 2003    | Wolfpack Studios                                                  | Mac OS X, Microsoft Windows |               |
| 2003 | Downtown Run                                              | 28. března 2003    | Ubisoft Romania                                                   | GameCube, Microsoft Windows, PlayStation 2                                                                                              |               |
| 2003 | Will Rock                                                 | 9. června 2003     | Saber Interactive                                                 | Microsoft Windows |               |
| 2003 | Ape Escape 2                                              | 1. července 2003   | Japan Studio                                                      | PlayStation 2 |               |
| 2003 | Charlie's Angels                                          | 4. července 2003   | Neko Entertainment                                                | GameCube, PlayStation 2 |               |
| 2003 | Crouching Tiger, Hidden Dragon                            | 9. října 2003      | Bergsala Lightweight, Genki                                       | Game Boy Advance, PlayStation 2, Xbox                                                                                                   |               |
| 2003 | Batman: Rise of Sin Tzu                                   | 16. října 2003     | Ubisoft Montreal                                                  | Game Boy Advance, GameCube, PlayStation 2, Xbox                                                                                         |               |
| 2003 | In Memoriam                                               | 16. října 2003     | Lexis Numérique                                                   | Mac OS X, Microsoft Windows |               |
| 2003 | Warlords IV: Heroes of Etheria                            | 21. října 2003     | Infinite Interactive                                              | Microsoft Windows |               |
| 2003 | Prince of Persia: The Sands of Time                       | 28. října 2003     | Ubisoft Montreal                                                  | Game Boy Advance, GameCube, Microsoft Windows, PlayStation 2, Xbox                                                                      |               |
| 2003 | Beyond Good & Evil                                        | 11. listopadu 2003 | Ubisoft Pictures, Ubisoft Milan                                   | GameCube, Microsoft Windows, PlayStation 2, PlayStation 3, Xbox, Xbox 360                                                               |               |
| 2003 | Uru: Ages Beyond Myst                                     | 11. listopadu 2003 | Cyan Worlds                                                       | Microsoft Windows |               |
| 2003 | XIII                                                      | 18. listopadu 2003 | Southend Interactive, Ubisoft Paris                               | GameCube, Microsoft Windows, PlayStation 2, Xbox                                                                                        |               |
| 2003 | Lock On: Modern Air Combat                                | 20. listopadu 2003 | Eagle Dynamics                                                    | Microsoft Windows |               |
| 2003 | Gunfighter II: Revenge of Jesse James                     | 31. prosince 2003  | Rebellion Developments                                            | PlayStation 2 |               |
| 2004 | Tom Clancy's Ghost Recon: Jungle Storm                    | 12. března 2004    | Red Storm Entertainment                                           | PlayStation 2 |               |
| 2004 | CSI: Dark Motives                                         | 23. března 2004    | Radical Entertainment                                             | Microsoft Windows, Nintendo DS |               |
| 2004 | Far Cry                                                   | 23. března 2004    | Crytek                                                            | Microsoft Windows, PlayStation 3, Xbox 360                                                                                              |               |
| 2004 | Tom Clancy's Splinter Cell: Pandora Tomorrow              | 23. března 2004    | Ubisoft Milan, Ubisoft Shanghai                                   | Xbox, Microsoft Windows, Game Boy Advance, PlayStation 2, GameCube, PlayStation 3                                                       |               |
| 2004 | Fatal Frame II: Crimson Butterfly                         | 30. dubna 2004     | Tecmo                                                             | PlayStation 2 |               |
| 2004 | Champions of Norrath                                      | 25. června 2004    | Snowblind Studios                                                 | PlayStation 2 |               |
| 2004 | The Political Machine                                     | 12. srpna 2004     | Stardock                                                          | Microsoft Windows |               |
| 2004 | Advance Guardian Heroes                                   | 14. září 2004      | Treasure                                                          | Game Boy Advance |               |
| 2004 | Star Wars Trilogy: Apprentice of the Force                | 21. září 2004      | Ubisoft Montreal, LucasArts                                       | Game Boy Advance |               |
| 2004 | Rocky Legends                                             | 28. září 2004      | Venom Games                                                       | PlayStation 2, Xbox |               |
| 2004 | Sherlock Holmes: The Case of the Silver Earring           | 28. září 2004      | Frogwares                                                         | Microsoft Windows |               |
| 2004 | The Dukes of Hazzard: Return of the General Lee           | 28. září 2004      | Ratbag Games                                                      | PlayStation 2, Xbox |               |
| 2004 | Myst IV: Revelation                                       | 28. září 2004      | Ubisoft Montreal                                                  | Mac OS X, Microsoft Windows, Xbox |               |
| 2004 | Ape Escape: Pumped & Primed                               | 20. října 2004     | Japan Studio                                                      | PlayStation 2 |               |
| 2004 | Pacific Fighters                                          | 22. října 2004     | 1C:Maddox Games                                                   | Microsoft Windows |               |
| 2004 | Tom Clancy's Ghost Recon 2                                | 16. listopadu 2004 | Red Storm Entertainment                                           | Xbox, PlayStation 2, GameCube |               |
| 2004 | Asphalt Urban GT                                          | 21. listopadu 2004 | Gameloft                                                          | Nintendo DS |               |
| 2004 | Alexander                                                 | 23. listopadu 2004 | GSC Game World                                                    | Microsoft Windows |               |
| 2004 | The Settlers: Dědictví králů                              | 25. listopadu 2004 | Blue Byt                                                          | Microsoft Windows |               |
| 2004 | Prince of Persia: Warrior Within                          | 1. ledna 2004      | Ubisoft Montreal                                                  | GameCube, Microsoft Windows, PlayStation 2, Xbox, PlayStation Portable                                                                  |               |
| 2004 | Sprung                                                    | 8. prosince 2004   | Longtail Studios                                                  | Nintendo DS |               |
| 2005 | Tork: Prehistoric Punk                                    | 12. ledna 2005     | Tiwak                                                             | Xbox |               |
| 2005 | Winnie the Pooh's Rumbly Tumbly Adventure                 | 8. února 2005      | Phoenix Studio                                                    | PlayStation 2, GameCube, Game Boy Advance                                                                                               |               |
| 2005 | Brothers in Arms: Road to Hill 30                         | 1. března 2005     | Gearbox Software                                                  | Microsoft Windows, PlayStation 2, Xbox                                                                                                  |               |
| 2005 | Playboy: The Mansion                                      | 4. března 2005     | Cyberlore Studios                                                 | Microsoft Windows, PlayStation 2, Xbox                                                                                                  |               |
| 2005 | Cold Fear                                                 | 15. března 2005    | Darkworks                                                         | Microsoft Windows, PlayStation 2, Xbox                                                                                                  |               |
| 2005 | Rayman: Hoodlums' Revenge                                 | 15. března 2005    | Backbone Entertainment                                            | Game Boy Advance |               |
| 2005 | Silent Hunter III                                         | 15. března 2005    | Ubisoft Bucharest                                                 | Microsoft Windows |               |
| 2005 | Tom Clancy's Splinter Cell: Chaos Theory                  | 21. března 2005    | Ubisoft Montreal, Ubisoft Milan                                   | Microsoft Windows, PlayStation 2, PlayStation 3, Xbox, GameCube, Nintendo DS, Nintendo 3DS                                              |               |
| 2005 | Lumines: Puzzle Fusion                                    | 23. března 2005    | Q Entertainment                                                   | Microsoft Windows, PlayStation 2, PlayStation 4, Xbox One, Nintendo Switch, PlayStation Portable                                        |               |
| 2005 | Bomberman                                                 | 21. června 2005    | Racjin                                                            | Nintendo DS |               |
| 2005 | Bomberman Hardball                                        | 1. července 2005   | Hudson Soft                                                       | PlayStation 2 |               |
| 2005 | Tom Clancy's Ghost Recon 2: Summit Strike                 | 3. srpna 2005      | Red Storm Entertainment                                           | Xbox |               |
| 2005 | Darkwatch                                                 | 16. srpna 2005     | High Moon Studios                                                 | PlayStation 2, Xbox |               |
| 2005 | 187 Ride or Die                                           | 23. srpna 2005     | Ubisoft Paris                                                     | PlayStation 2, Xbox |               |
| 2005 | Tom Clancy's Rainbow Six: Lockdown                        | 6. září 2005       | Red Storm Entertainment                                           | Microsoft Windows, GameCube, PlayStation 2, Xbox                                                                                        |               |
| 2005 | GripShift                                                 | 12. září 2005      | Sidhe                                                             | Xbox 360, PlayStation Portable |               |
| 2005 | Myst V: End of Ages                                       | 20. září 2005      | Cyan Worlds                                                       | Microsoft Windows, Mac OS X |               |
| 2005 | Far Cry Instincts                                         | 27. září 2005      | Ubisoft Montreal                                                  | Xbox |               |
| 2005 | Lunar: Dragon Song                                        | 27. září 2005      | Japan Art Media                                                   | Nintendo DS |               |
| 2005 | Heroes of the Pacific                                     | 28. září 2005      | Transmission Games                                                | Microsoft Windows, PlayStation 2, Xbox                                                                                                  |               |
| 2005 | Brothers in Arms: Earned in Blood                         | 6. října 2005      | Gearbox Software                                                  | Microsoft Windows, PlayStation 2, Xbox                                                                                                  |               |
| 2005 | Call of Cthulhu: Dark Corners of the Earth                | 24. října 2005     | Headfirst Productions                                             | Microsoft Windows, Xbox |               |
| 2005 | America's Army: True Soldiers                             | 15. listopadu 2005 | Red Storm Entertainment                                           | Xbox 360 |               |
| 2005 | America's Army: Rise of a Soldier                         | 17. listopadu 2005 | Armáda Spojených států amerických, Ubisoft, Secret Level          | Xbox |               |
| 2005 | King Kong                                                 | 17. listopadu 2005 | Ubisoft Montpellier                                               | Microsoft Windows, PlayStation 2, Xbox, Xbox 360, Game Boy Advance, GameCube, Nintendo DS, PlayStation Portable                         |               |
| 2005 | Prince of Persia: The Two Thrones                         | 1. prosince 2005   | Ubisoft Montreal, Ubisoft Casablanca                              | Microsoft Windows, Mac OS X, GameCube, PlayStation 2, PlayStation 3, Xbox, PlayStation Portable, Wii                                    |               |
| 2005 | Battles of Prince of Persia                               | 6. prosince 2005   | Ubisoft Montreal                                                  | Nintendo DS |               |
| 2006 | Rugby Challenge 2006                                      | 3. února 2006      | Swordfish Studios                                                 | Microsoft Windows, PlayStation 2, Xbox                                                                                                  |               |
| 2006 | Drakengard 2                                              | 14. února 2006     | Cavia                                                             | PlayStation 2 |               |
| 2006 | Exit                                                      | 14. února 2006     | Taitó                                                             | PlayStation Portable, Xbox 360, Nintendo DS                                                                                             |               |
| 2006 | Frantix                                                   | 23. února 2006     | Killer Game                                                       | PlayStation Portable |               |
| 2006 | Tom Clancy's Ghost Recon Advanced Warfighter              | 9. března 2006     | Ubisoft Paris, Red Storm Entertainment                            | Microsoft Windows, PlayStation 2, Xbox, Xbox 360                                                                                        |               |
| 2006 | CSI: 3 Dimensions of Murder                               | 14. března 2006    | Telltale Games                                                    | Microsoft Windows, PlayStation 2 |               |
| 2006 | Tom Clancy's Rainbow Six: Critical Hour                   | 14. března 2006    | Ubisoft Quebec                                                    | Xbox |               |
| 2006 | Tom Clancy's Splinter Cell: Essentials                    | 21. března 2006    | Ubisoft Montreal                                                  | PlayStation Portable |               |
| 2006 | Blazing Angels: Squadrons of WWII                         | 23. března 2006    | Ubisoft Bucharest                                                 | Microsoft Windows, PlayStation 3, Xbox, Xbox 360, Wii                                                                                   |               |
| 2006 | Monster 4x4: World Circuit                                | 23. března 2006    | Ubisoft Barcelona                                                 | Xbox, Wii |               |
| 2006 | Street Riders                                             | 31. března 2006    | Virtuos                                                           | PlayStation Portable |               |
| 2006 | Paradise                                                  | 21. dubna 2006     | White Birds Productions                                           | Microsoft Windows |               |
| 2006 | LostMagic                                                 | 25. dubna 2006     | Taitó, Garakuta Studio                                            | Nintendo DS |               |
| 2006 | Heroes of Might and Magic V                               | 16. května 2006    | Nival Interactive                                                 | Microsoft Windows, OS X |               |
| 2006 | AND 1 Streetball                                          | 6. června 2006     | Black Ops Entertainment                                           | PlayStation 2, Xbox |               |
| 2006 | Over G Fighters                                           | 27. června 2006    | Taitó                                                             | Xbox 360 |               |
| 2006 | Pirates of the Caribbean: The Legend of Jack Sparrow      | 28. června 2006    | 7 Studios                                                         | Microsoft Windows, PlayStation 2 |               |
| 2006 | Import Tuner Challenge                                    | 27. července 2006  | Genki                                                             | Xbox 360 |               |
| 2006 | Enchanted Arms                                            | 29. srpna 2006     | FromSoftware                                                      | PlayStation 3, Xbox 360 |               |
| 2006 | Call of Juarez                                            | 5. září 2006       | Techland                                                          | Microsoft Windows, Xbox 360 |               |
| 2006 | The Settlers II: 10th Anniversary                         | 7. září 2006       | Blue Byte                                                         | Microsoft Windows |               |
| 2006 | Faces of War                                              | 8. září 2006       | Best Way                                                          | Microsoft Windows |               |
| 2006 | Open Season                                               | 19. září 2006      | Ubisoft Montreal, Ubisoft Quebec                                  | Microsoft Windows, GameCube, PlayStation 2, Xbox, Xbox 360, Game Boy Advance, Nintendo DS, PlayStation Portable, Wii                    |               |
| 2006 | Tom Clancy's Splinter Cell: Double Agent                  | 17. října 2006     | Ubisoft Milan, Ubisoft Shanghai                                   | Microsoft Windows, GameCube, PlayStation 2, PlayStation 3, Xbox, Xbox 360, Wii                                                          |               |
| 2006 | Dark Messiah of Might and Magic                           | 24. října 2006     | Arkane Studios                                                    | Microsoft Windows, Xbox 360 |               |
| 2006 | Horsez                                                    | 26. října 2006     | MTO                                                               | Microsoft Windows, PlayStation 2, Game Boy Advance, Nintendo DS                                                                         |               |
| 2006 | Pippa Funnell: Take the Reins                             | 27. října 2006     | Lexis Numerique                                                   | Microsoft Windows, PlayStation 2 |               |
| 2006 | Brothers in Arms: D-Day                                   | 7. listopadu 2006  | Gearbox Software, Ubisoft Shanghai                                | PlayStation Portable |               |
| 2006 | GT Pro Series                                             | 19. listopadu 2006 | MTO                                                               | Wii |               |
| 2006 | Rayman Raving Rabbids                                     | 19. listopadu 2006 | Ubisoft Montpellier, Ubisoft Sofia                                | Microsoft Windows, PlayStation 2, Xbox 360, Wii                                                                                         |               |
| 2006 | Red Steel                                                 | 19. listopadu 2006 | Ubisoft Paris                                                     | Wii |               |
| 2006 | Tom Clancy's Rainbow Six: Vegas                           | 22. listopadu 2006 | Ubisoft Montreal                                                  | Microsoft Windows, PlayStation 3, Xbox 360, PlayStation Portable                                                                        |               |
| 2006 | Star Wars: Lethal Alliance                                | 7. prosince 2006   | Ubisoft Montreal                                                  | Nintendo DS, PlayStation Portable |               |
| 2006 | Far Cry Vengeance                                         | 12. prosince 2006  | Ubisoft Montreal                                                  | Wii |               |
| 2007 | Rocky Balboa                                              | 26. ledna 2007     | Ubisoft Montreal                                                  | PlayStation Portable |               |
| 2007 | Jam Sessions                                              | 1. února 2007      | Gameloft                                                          | Nintendo DS |               |
| 2007 | Resident Evil 4                                           | 1. března 2007     | Capcom Production Studio 4                                        | Microsoft Windows |               |
| 2007 | Tom Clancy's Ghost Recon Advanced Warfighter 2            | 6. března 2007     | Ubisoft Paris, Red Storm Entertainment                            | Microsoft Windows, PlayStation 3, Xbox 360, PlayStation Portable                                                                        |               |
| 2007 | Mind Quiz                                                 | 13. března 2007    | Sega                                                              | Nintendo DS, PlayStation Portable |               |
| 2007 | TMNT                                                      | 20. března 2007    | Ubisoft Montreal                                                  | Microsoft Windows, GameCube, PlayStation 2, Xbox 360, Nintendo DS, PlayStation Portable, Wii                                            |               |
| 2007 | The Dog Island                                            | 26. dubna 2007     | Yuke's                                                            | PlayStation 2, Wii |               |
| 2007 | Driver 76                                                 | 8. května 2007     | Sumo Digital, Ubisoft Reflections                                 | PlayStation Portable |               |
| 2007 | WarTech: Senko no Ronde                                   | 29. května 2007    | G.rev                                                             | Xbox 360 |               |
| 2007 | Surf's Up                                                 | 30. května 2007    | Ubisoft Montreal, Ubisoft Quebec                                  | Microsoft Windows, Mac OS X, GameCube, PlayStation 2, PlayStation 3, Xbox 360, Game Boy Advance, Nintendo DS, PlayStation Portable, Wii |               |
| 2007 | Brothers in Arms DS                                       | 7. června 2007     | Gameloft                                                          | Nintendo DS |               |
| 2007 | Cosmic Family                                             | 31. srpna 2007     | Ubisoft Barcelona                                                 | iOS, Wii |               |
| 2007 | Blazing Angels 2: Secret Missions of WWII                 | 6. září 2007       | Ubisoft Bucharest                                                 | Microsoft Windows, PlayStation 3, Xbox 360                                                                                              |               |
| 2007 | Animal Genius                                             | 25. září 2007      | Big Blue Bubble                                                   | Nintendo DS |               |
| 2007 | CSI: Hard Evidence                                        | 25. září 2007      | Telltale Games                                                    | Microsoft Windows, macOS, Xbox 360, Wii                                                                                                 |               |
| 2007 | The Settlers: Rise of an Empire                           | 28. září 2007      | Blue Byte                                                         | Microsoft Windows |               |
| 2007 | Heroes of Might and Magic V: Tribes of the East           | 12. října 2007     | Nival Interactive                                                 | Microsoft Windows |               |
| 2007 | Naruto: Rise of a Ninja                                   | 30. října 2007     | Ubisoft Montreal                                                  | Xbox 360 |               |
| 2007 | My Word Coach                                             | 6. listopadu 2007  | Ubisoft Montreal, Ubisoft Quebec                                  | Nintendo DS, Wii |               |
| 2007 | Beowulf: The Game                                         | 13. listopadu 2007 | Ubisoft Shanghai                                                  | Microsoft Windows, PlayStation 3, Xbox 360, PlayStation Portable                                                                        |               |
| 2007 | Rayman Raving Rabbids 2                                   | 13. listopadu 2007 | Ubisoft Paris, Ubisoft Casablanca                                 | Microsoft Windows, Nintendo DS, Wii |               |
| 2007 | Assassin's Creed                                          | 13. listopadu 2007 | Ubisoft Montreal                                                  | Microsoft Windows, PlayStation 3, Xbox 360                                                                                              |               |
| 2008 | Nitrobike                                                 | 15. ledna 2008     | Left Field Productions                                            | PlayStation 2, Wii |               |
| 2008 | Assassin's Creed: Altaïr's Chronicles                     | 5. února 2008      | Gameloft Bucharest                                                | Android, iOS, Java 2 ME, Symbian, Windows Phone 7, Nintendo DS, webOS                                                                   |               |
| 2008 | Lost: Via Domus                                           | 26. února 2008     | Ubisoft Montreal                                                  | Microsoft Windows, PlayStation 3, Xbox 360                                                                                              |               |
| 2008 | Tigerz                                                    | 26. února 2008     | Magic Pockets                                                     | Nintendo DS |               |
| 2008 | Tom Clancy's Rainbow Six: Vegas 2                         | 18. března 2008    | Ubisoft Montreal                                                  | Microsoft Windows, PlayStation 3, Xbox 360, Xbox One                                                                                    |               |
| 2008 | Haze                                                      | 20. května 2008    | Free Radical Design                                               | PlayStation 3 |               |
| 2008 | Emergency Heroes                                          | 27. května 2008    | Ubisoft Reflections, Ubisoft Barcelona                            | Wii |               |
| 2008 | Protöthea                                                 | 2. června 2008     | Digital Builders                                                  | Wii |               |
| 2008 | My Weight Loss Coach                                      | 20. června 2008    | Ubisoft Montreal                                                  | iOS, Nintendo DS |               |
| 2008 | My Chinese Coach                                          | 26. srpna 2008     | Sensory Sweep Studios                                             | iOS, Nintendo DS |               |
| 2008 | Hell's Kitchen: The Game                                  | 9. září 2008       | Ludia                                                             | iOS, Microsoft Windows, Mac OS X, Nintendo DS, Wii                                                                                      |               |
| 2008 | Armored Core: For Answer                                  | 16. září 2008      | FromSoftware                                                      | PlayStation 3, Xbox 360 |               |
| 2008 | Brothers in Arms: Hell's Highway                          | 23. září 2008      | Gearbox Software                                                  | Microsoft Windows, PlayStation 3, Xbox 360                                                                                              |               |
| 2008 | My SAT Coach                                              | 23. září 2008      | Ubisoft Montreal                                                  | Nintendo DS |               |
| 2008 | Brothers in Arms: Double Time                             | 23. září 2008      | Gearbox Software                                                  | OS X, Wii |               |
| 2008 | My Japanese Coach                                         | 14. října 2008     | Sensory Sweep Studios                                             | iOS, Nintendo DS |               |
| 2008 | Far Cry 2                                                 | 21. října 2008     | Ubisoft Montreal                                                  | Microsoft Windows, PlayStation 3, Xbox 360                                                                                              |               |
| 2008 | Petz Rescue: Ocean Patrol                                 | 28. října 2008     | Magic Pockets                                                     | Nintendo DS |               |
| 2008 | Tom Clancy's EndWar                                       | 4. listopadu 2008  | Ubisoft Shanghai                                                  | Microsoft Windows, PlayStation 3, Xbox 360, Nintendo DS, PlayStation Portable                                                           |               |
| 2008 | Rayman Raving Rabbids: TV Party                           | 13. listopadu 2008 | Ubisoft Paris                                                     | Nintendo DS, Wii |               |
| 2008 | Shaun White Snowboarding                                  | 13. listopadu 2008 | Ubisoft Montreal                                                  | Microsoft Windows, Mac OS X, PlayStation 2, PlayStation 3, Xbox 360, Nintendo DS, PlayStation Portable, Wii                             |               |
| 2008 | Naruto: The Broken Bond                                   | 18. listopadu 2008 | Ubisoft Montreal                                                  | Xbox 360 |               |
| 2008 | Baby Life                                                 | 28. listopadu 2008 | Pasta Games                                                       | Nintendo DS |               |
| 2008 | Prince of Persia                                          | 2. prosince 2008   | Ubisoft Montreal                                                  | Microsoft Windows, Mac OS X, PlayStation 3, Xbox 360, Nintendo DS                                                                       |               |
| 2008 | Prince of Persia: The Fallen King                         | 2. prosince 2008   | Ubisoft Casablanca                                                | Nintendo DS |               |
| 2009 | Tenchu: Shadow Assassins                                  | 5. února 2009      | Acquire                                                           | PlayStation Portable, Wii |               |
| 2009 | Grey's Anatomy: The Video Game                            | 10. března 2009    | Longtail Studios                                                  | Microsoft Windows, Nintendo DS, Wii |               |
| 2009 | Tom Clancy's H.A.W.X                                      | 3. března 2009     | Ubisoft Bucharest                                                 | Microsoft Windows, PlayStation 3, Xbox 360                                                                                              |               |
| 2009 | World in Conflict: Soviet Assault                         | 10. března 2009    | Massive Entertainment                                             | Microsoft Windows |               |
| 2009 | Broken Sword: Shadow of the Templars – The Director's Cut | 19. března 2009    | Revolution Software                                               | Nintendo DS, Wii |               |
| 2009 | Wheelman                                                  | 24. března 2009    | Tigon Studios, Midway Studios – Newcastle                         | Microsoft Windows, PlayStation 3, Xbox 360                                                                                              |               |
| 2009 | CellFactor: Psychokinetic Wars                            | 1. června 2009     | Immersion Games, Timeline Interactive                             | Microsoft Windows, PlayStation 3, Xbox 360                                                                                              |               |
| 2009 | Anno 1404                                                 | 25. června 2009    | Related Designs, Blue Byte                                        | Microsoft Windows |               |
| 2009 | Call of Juarez: Bound in Blood                            | 30. června 2009    | Techland                                                          | Microsoft Windows, PlayStation 3, Xbox 360                                                                                              |               |
| 2009 | Teenage Mutant Ninja Turtles: Turtles in Time Re-Shelled  | 5. srpna 2009      | Ubisoft Singapore                                                 | PlayStation 3, Xbox 360 |               |
| 2009 | Academy of Champions: Soccer                              | 3. září 2009       | Ubisoft Vancouver                                                 | Wii |               |
| 2009 | Heroes Over Europe                                        | 8. září 2009       | Transmission Games                                                | Microsoft Windows, PlayStation 3, Xbox 360                                                                                              |               |
| 2009 | Cloudy with a Chance of Meatballs                         | 11. září 2009      | Ubisoft Shanghai                                                  | Microsoft Windows, PlayStation 3, Xbox 360, Nintendo DS, PlayStation Portable, Wii                                                      |               |
| 2009 | Teenage Mutant Ninja Turtles: Smash-Up                    | 22. září 2009      | Game Arts                                                         | PlayStation 2, Wii |               |
| 2009 | Where's Waldo? The Fantastic Journey                      | 22. září 2009      | Ludia                                                             | iOS, Microsoft Windows, Nintendo DS, Wii                                                                                                |               |
| 2009 | CSI: Deadly Intent                                        | 20. října 2009     | Telltale Games                                                    | Microsoft Windows, Xbox 360, Nintendo DS, Wii                                                                                           |               |
| 2009 | Panzer General: Allied Assault                            | 21. října 2009     | Petroglyph Games                                                  | Xbox 360 |               |
| 2009 | Rabbids Go Home                                           | 1. listopadu 2009  | Ubisoft Montpellier                                               | Microsoft Windows, Nintendo DS, Wii |               |
| 2009 | C.O.P. The Recruit                                        | 3. listopadu 2009  | VD-dev                                                            | Nintendo DS |               |
| 2009 | Shaun White Snowboarding: World Stage                     | 8. listopadu 2009  | Ubisoft Montreal                                                  | Wii |               |
| 2009 | Assassin's Creed II                                       | 17. listopadu 2009 | Ubisoft Montreal                                                  | Microsoft Windows, OS X, PlayStation 3, PlayStation 4, Xbox 360, Xbox One                                                               |               |
| 2009 | Assassin's Creed II: Discovery                            | 17. listopadu 2009 | Griptonite Games                                                  | iOS, Nintendo DS |               |
| 2009 | Just Dance                                                | 17. listopadu 2009 | Ubisoft Paris, Ubisoft Milan                                      | Wii |               |
| 2009 | Assassin's Creed: Bloodlines                              | 17. listopadu 2009 | Griptonite Games                                                  | PlayStation Portable |               |
| 2009 | Your Shape                                                | 24. listopadu 2009 | Ubisoft                                                           | Microsoft Windows, Wii |               |
| 2009 | James Cameron's Avatar: The Game                          | 1. prosince 2009   | Ubisoft Montreal                                                  | Microsoft Windows, PlayStation 3, Xbox 360, Nintendo DS, PlayStation Portable, Wii                                                      |               |
| 2009 | Might & Magic: Clash of Heroes                            | 1. prosince 2009   | Capybara Games                                                    | Android, iOS, Microsoft Windows, PlayStation 3, Xbox 360, Nintendo DS                                                                   |               |

### 2010–2019
| Rok  | Název                                               | Datum vydání       | Vývojáři                                                  | Platformy | Zdroje |
| ---- | --------------------------------------------------- | ------------------ | --------------------------------------------------------- | --- | ------ |
| 2010 | No More Heroes 2: Desperate Struggle                | 26. ledna 2010     | Grasshopper Manufacture                                   | Microsoft Windows, Nintendo Switch, Wii, Luna                                                                         |        |
| 2010 | Silent Hunter 5: Battle of the Atlantic             | 2. března 2010     | Ubisoft Bucharest                                         | Microsoft Windows |        |
| 2010 | Red Steel 2                                         | 23. března 2010    | Ubisoft Paris                                             | Wii |        |
| 2010 | The Settlers 7: Paths to a Kingdom                  | 25. března 2010    | Blue Byte                                                 | Microsoft Windows, macOS                                                                                              |        |
| 2010 | Tom Clancy's Splinter Cell: Conviction              | 13. dubna 2010     | Ubisoft Montreal                                          | Android, Bada, iOS, Java ME, Windows Phone, Microsoft Windows, Mac OS X, Xbox 360, OnLive                             |        |
| 2010 | Prince of Persia: The Forgotten Sands               | 18. května 2010    | Ubisoft Montreal                                          | Microsoft Windows, PlayStation 3, Xbox 360, Nintendo DS, PlayStation Portable, Wii                                    |        |
| 2010 | Voodoo Dice                                         | 26. května 2010    | Exkee                                                     | iOS, Microsoft Windows, PlayStation 3, Xbox 360, Wii                                                                  |        |
| 2010 | Dance on Broadway                                   | 15. června 2010    | Longtail Studios, AiLive                                  | PlayStation 3, Wii |        |
| 2010 | Scott Pilgrim vs. the World: The Game               | 10. srpna 2010     | Ubisoft Montreal, Ubisoft Chengdu                         | PlayStation 3, Xbox 360                                                                                               |        |
| 2010 | Tom Clancy's H.A.W.X 2                              | 3. září 2010       | Ubisoft Bucharest                                         | Microsoft Windows, PlayStation 3, Xbox 360, Wii, OnLive                                                               |        |
| 2010 | R.U.S.E.                                            | 7. září 2010       | Eugen Systems                                             | Microsoft Windows, Mac OS X, Xbox 360, PlayStation 3                                                                  |        |
| 2010 | Shaun White Skateboarding                           | 30. září 2010      | Ubisoft Montreal                                          | Microsoft Windows, PlayStation 3, Xbox 360, Wii                                                                       |        |
| 2010 | Tom Clancy's Ghost Recon Predator                   | 1. října 2010      | Virtuos                                                   | PlayStation Portable                                                                                                  |        |
| 2010 | Just Dance 2                                        | 12. října 2010     | Ubisoft Paris, Ubisoft Milan                              | Wii |        |
| 2010 | CSI: Fatal Conspiracy                               | 26. října 2010     | Telltale Games                                            | Microsoft Windows, PlayStation 3, Xbox 360, Wii                                                                       |        |
| 2010 | Bloody Good Time                                    | 28. října 2010     | Outerlight                                                | Microsoft Windows, Xbox 360                                                                                           |        |
| 2010 | Fighters Uncaged                                    | 4. listopadu 2010  | AMA Studios                                               | Xbox 360 |        |
| 2010 | MotionSports                                        | 4. listopadu 2010  | Ubisoft Milan                                             | Xbox 360 |        |
| 2010 | Michael Jackson: The Experience                     | 6. listopadu 2010  | Ubisoft Montpellier, Ubisoft Milan, Ubisoft Paris         | iOS, Mac OS X, PlayStation 3, Xbox 360, Nintendo 3DS, Nintendo DS, PlayStation Portable, PlayStation Vita, Wii        |        |
| 2010 | Just Dance Kids                                     | 9. listopadu 2010  | Land Ho!                                                  | Wii |        |
| 2010 | Assassin's Creed: Brotherhood                       | 16. listopadu 2010 | Ubisoft Montreal                                          | Microsoft Windows, OS X, PlayStation 3, PlayStation 4, Xbox 360, Xbox One                                             |        |
| 2010 | Tom Clancy's Ghost Recon                            | 16. listopadu 2010 | Next Level Games                                          | Wii |        |
| 2010 | Raving Rabbids: Travel in Time                      | 21. listopadu 2010 | Ubisoft Paris, Ubisoft Casablanca                         | Nintendo 3DS, Wii |        |
| 2010 | CSI: Unsolved!                                      | 23. listopadu 2010 | Other Ocean                                               | Nintendo DS |        |
| 2011 | Zeit²                                               | 12. ledna 2011     | Brightside Games                                          | Microsoft Windows, Xbox 360                                                                                           |        |
| 2011 | Combat of Giants: Dinosaurs 3D                      | 26. února 2011     | Ubisoft Quebec                                            | Nintendo 3DS |        |
| 2011 | We Dare                                             | 14. března 2011    | Ubisoft Milan                                             | PlayStation 3, Wii |        |
| 2011 | Tom Clancy's Ghost Recon: Shadow Wars               | 25. března 2011    | Ubisoft Sofia                                             | Nintendo 3DS |        |
| 2011 | IL-2 Sturmovik: Cliffs of Dover                     | 25. března 2011    | 1C:Maddox Games, Team Fusion Simulations                  | Microsoft Windows |        |
| 2011 | Cubic Ninja                                         | 7. dubna 2011      | AQ Interactive                                            | Nintendo 3DS |        |
| 2011 | Outland                                             | 27. dubna 2011     | Housemarque                                               | Microsoft Windows, Mac OS X, Linux, PlayStation 3, Xbox 360                                                           |        |
| 2011 | Child of Eden                                       | 14. června 2011    | Q Entertainment                                           | PlayStation 3, Xbox 360                                                                                               |        |
| 2011 | Call of Juarez: The Cartel                          | 19. července 2011  | Techland                                                  | Microsoft Windows, PlayStation 3, Xbox 360                                                                            |        |
| 2011 | The Smurfs Dance Party                              | 19. července 2011  | Land Ho!                                                  | Wii |        |
| 2011 | From Dust                                           | 27. července 2011  | Ubisoft Montpellier                                       | Microsoft Windows, PlayStation 3, Xbox 360, Google Chrome                                                             |        |
| 2011 | Driver: Renegade                                    | 1. září 2011       | Velez & Dubail                                            | Nintendo 3DS |        |
| 2011 | Driver: San Francisco                               | 1. září 2011       | Ubisoft Reflections                                       | Microsoft Windows, Mac OS X, PlayStation 3, Xbox 360, Wii                                                             |        |
| 2011 | TrackMania 2                                        | 14. září 2011      | Nadeo                                                     | Microsoft Windows |        |
| 2011 | MotoHeroz                                           | 15. září 2011      | RedLynx                                                   | Android, iOS |        |
| 2011 | Just Dance 3                                        | 7. října 2011      | Ubisoft Paris                                             | PlayStation 3, Xbox 360, Wii                                                                                          |        |
| 2011 | Might & Magic Heroes VI                             | 13. října 2011     | Black Hole Entertainment                                  | Microsoft Windows |        |
| 2011 | Rocksmith                                           | 18. října 2011     | Ubisoft San Francisco                                     | Microsoft Windows, PlayStation 3, Xbox 360                                                                            |        |
| 2011 | The Adventures of Tintin: The Secret of the Unicorn | 21. října 2011     | Ubisoft Montpellier                                       | Microsoft Windows, PlayStation 3, Xbox 360, Nintendo 3DS, Wii                                                         |        |
| 2011 | The Settlers Online                                 | 22. října 2011     | Blue Byte                                                 | web |        |
| 2011 | Just Dance Kids 2                                   | 25. října 2011     | Land Ho!                                                  | PlayStation 3, Xbox 360, Wii                                                                                          |        |
| 2011 | James Noir's Hollywood Crimes                       | 1. listopadu 2011  | Ubisoft Montreal                                          | iOS, Nintendo 3DS |        |
| 2011 | NCIS                                                | 1. listopadu 2011  | Ubisoft Shanghai                                          | Microsoft Windows, PlayStation 3, Xbox 360, Wii                                                                       |        |
| 2011 | Raving Rabbids: Alive & Kicking                     | 3. listopadu 2011  | Ubisoft Milan                                             | Xbox 360 |        |
| 2011 | The Black Eyed Peas Experience                      | 8. listopadu 2011  | Ubisoft Quebec                                            | Xbox 360, Wii |        |
| 2011 | Self-Defense Training Camp                          | 8. listopadu 2011  | AMA Studios                                               | Xbox 360 |        |
| 2011 | ABBA: You Can Dance                                 | 15. listopadu 2011 | Ubisoft Paris, Ubisoft Bucharest                          | Wii |        |
| 2011 | Assassin's Creed: Revelations                       | 15. listopadu 2011 | Ubisoft Montreal                                          | Microsoft Windows, PlayStation 3, PlayStation 4, Xbox 360, Xbox One                                                   |        |
| 2011 | Rayman Origins                                      | 15. listopadu 2011 | Ubisoft Montpellier, Ubisoft Paris, Ubisoft Casablanca    | Microsoft Windows, PlayStation 3, Xbox 360, Nintendo 3DS, PlayStation Vita, Wii                                       |        |
| 2011 | Anno 2070                                           | 17. listopadu 2011 | Related Designs, Blue Byte                                | Microsoft Windows |        |
| 2011 | Assassin's Creed: Recollection                      | 13. prosince 2011  | Ubisoft Montreal                                          | Android, PlayStation Vita                                                                                             |        |
| 2012 | Asphalt: Injection                                  | 15. února 2012     | Gameloft                                                  | iOS |        |
| 2012 | Dungeon Hunter: Alliance                            | 15. února 2012     | Gameloft                                                  | PlayStation Vita |        |
| 2012 | Lumines: Electronic Symphony                        | 15. února 2012     | Q Entertainment, Rocket Studio                            | PlayStation Vita |        |
| 2012 | I Am Alive                                          | 7. března 2012     | Darkworks, Ubisoft Shanghai                               | Microsoft Windows, PlayStation 3, Xbox 360                                                                            |        |
| 2012 | Shoot Many Robots                                   | 13. března 2012    | Demiurge Studios                                          | Microsoft Windows, PlayStation 3, Xbox 360, Android                                                                   |        |
| 2012 | Just Dance: Best Of                                 | 29. března 2012    | Ubisoft Paris                                             | Xbox 360, Wii |        |
| 2012 | Tom Clancy's Ghost Recon: Future Soldier            | 22. května 2012    | Red Storm Entertainment, Ubisoft Paris, Ubisoft Bucharest | Microsoft Windows, PlayStation 3, Xbox 360                                                                            |        |
| 2012 | Mad Riders                                          | 29. května 2012    | Techland                                                  | Microsoft Windows, Mac OS X, PlayStation 3, Xbox 360                                                                  |        |
| 2012 | Just Dance 4                                        | 2. října 2012      | Ubisoft Paris                                             | PlayStation 3, Xbox 360, Wii, Wii U                                                                                   |        |
| 2012 | Just Dance: Disney Party                            | 23. října 2012     | Land Ho!, Disney Interactive Studios                      | Xbox 360, Wii |        |
| 2012 | Assassin's Creed III                                | 30. října 2012     | Ubisoft Montreal                                          | Microsoft Windows, PlayStation 3, PlayStation 4, Xbox 360, Xbox One, Nintendo Switch, Wii U                           |        |
| 2012 | Assassin's Creed III: Liberation                    | 30. října 2012     | Ubisoft Sofia, Ubisoft Milan                              | Microsoft Windows, PlayStation 3, PlayStation 4, Xbox 360, Xbox One, Nintendo Switch, PlayStation Vita                |        |
| 2012 | Marvel Avengers: Battle for Earth                   | 8. listopadu 2012  | Ubisoft Quebec                                            | Xbox 360, Wii U |        |
| 2012 | Rabbids Rumble                                      | 13. listopadu 2012 | Headstrong Games                                          | Nintendo 3DS |        |
| 2012 | The Hip Hop Dance Experience                        | 13. listopadu 2012 | iNiS, Land Ho!                                            | Xbox 360, Wii |        |
| 2012 | ZombiU                                              | 18. listopadu 2012 | Ubisoft Montpellier                                       | Microsoft Windows, PlayStation 4, Xbox One, Wii U                                                                     |        |
| 2012 | Far Cry 3                                           | 29. listopadu 2012 | Ubisoft Montreal                                          | Microsoft Windows, PlayStation 3, PlayStation 4, Xbox 360, Xbox One                                                   |        |
| 2012 | Might & Magic: Duel of Champions                    | 20. prosince 2012  | Ubisoft Quebec                                            | iOS, Microsoft Windwos                                                                                                |        |
| 2013 | Trials Evolution                                    | 21. března 2013    | RedLynx, Ubisoft Shanghai                                 | Microsoft Windows |        |
| 2013 | ShootMania Storm                                    | 10. dubna 2013     | Nadeo                                                     | Microsoft Windows |        |
| 2013 | Far Cry 3: Blood Dragon                             | 1. května 2013     | Ubisoft Montreal                                          | Microsoft Windows, PlayStation 3, Xbox 360                                                                            |        |
| 2013 | Call of Juarez: Gunslinger                          | 21. května 2013    | Techland                                                  | Microsoft Windows, PlayStation 3, Xbox 360, Nintendo Switch                                                           |        |
| 2013 | The Smurfs 2: The Video Game                        | 23. června 2013    | WayForward                                                | PlayStation 3, Xbox 360, Nintendo DS, Wii, Wii U                                                                      |        |
| 2013 | Spartacus Legends                                   | 25. června 2013    | Kung Fu Factory                                           | PlayStation 3, Xbox 360                                                                                               |        |
| 2013 | Prince of Persia: The Shadow and the Flame          | 24. července 2013  | Ubisoft Pune                                              | Android, iOS |        |
| 2013 | Cloudberry Kingdom                                  | 30. července 2013  | Pwnee Studios                                             | Microsoft Windows, PlayStation 3, Xbox 360, Wii U                                                                     |        |
| 2013 | Tom Clancy's Splinter Cell: Blacklist               | 20. srpna 2013     | Ubisoft Toronto                                           | Microsoft Windows, PlayStation 3, Xbox 360, Wii U                                                                     |        |
| 2013 | Rayman Legends                                      | 29. srpna 2013     | Ubisoft Montpellier                                       | Microsoft Windows, PlayStation 3, PlayStation 4, PlayStation Vita, Xbox 360, Xbox One, Nintendo Switch, Wii U, Stadia |        |
| 2013 | Anno Online                                         | 25. září 2013      | Blue Byte                                                 | Microsoft Windows |        |
| 2013 | Just Dance 2014                                     | 1. října 2013      | Ubisoft Paris                                             | PlayStation 3, PlayStation 4, Xbox 360, Xbox One, Wii, Wii U                                                          |        |
| 2013 | Rabbids Big Bang                                    | 17. října 2013     | Ubisoft Milan, Ubisoft Paris                              | Android, iOS, Windows Phone                                                                                           |        |
| 2013 | Just Dance Kids 2014                                | 22. října 2013     | Ubisoft Osaka                                             | Xbox 360, Wii, Wii U                                                                                                  |        |
| 2013 | Assassin's Creed IV: Black Flag                     | 29. srpna 2013     | Ubisoft Montreal                                          | Microsoft Windows, PlayStation 3, PlayStation 4, Xbox 360, Xbox One, Nintendo Switch, Wii U, Stadia                   |        |
| 2013 | Fighter Within                                      | 22. listopadu 2013 | Daoka                                                     | Xbox One |        |
| 2013 | Assassin's Creed: Pirates                           | 5. prosince 2013   | Ubisoft Paris, Ubisoft Craiova                            | Android, iOS |        |
| 2014 | Might & Magic X: Legacy                             | 23. ledna 2014     | Limbic Entertainment                                      | Microsoft Windows, OS X                                                                                               |        |
| 2014 | South Park: The Stick of Truth                      | 4. března 2014     | Obsidian Entertainment                                    | Microsoft Windows, PlayStation 3, PlayStation 4, Xbox 360, Xbox One, Nintendo Switch                                  |        |
| 2014 | Tom Clancy's Ghost Recon Phantoms                   | 10. dubna 2014     | Ubisoft Singapore                                         | Microsoft Windows |        |
| 2014 | Trials Fusion                                       | 15. dubna 2014     | RedLynx, Ubisoft Shanghai, Ubisoft Kyiv                   | Microsoft Windows, PlayStation 4, Xbox 360, Xbox One                                                                  |        |
| 2014 | Child of Light                                      | 30. dubna 2014     | Ubisoft Montreal                                          | Microsoft Windows, PlayStation 3, PlayStation 4, Xbox 360, Xbox One, Nintendo Switch, PlayStation Vita, Wii U, Stadia |        |
| 2014 | Watch Dogs                                          | 27. května 2014    | Ubisoft Montreal                                          | Microsoft Windows, PlayStation 3, PlayStation 4, Xbox 360, Xbox One, Wii U, Stadia                                    |        |
| 2014 | Valiant Hearts: The Great War                       | 25. června 2014    | Ubisoft Montpellier                                       | Android, iOS, Microsoft Windows, PlayStation 3, PlayStation 4, Xbox 360, Xbox One, Nintendo Switch                    |        |
| 2014 | Just Dance Now                                      | 25. září 2014      | Massive Entertainment, Ubisoft Milan                      | Android, iOS, tvOS, Tizen                                                                                             |        |
| 2014 | Just Dance 2015                                     | 21. října 2014     | Ubisoft Paris                                             | PlayStation 3, PlayStation 4, Xbox 360, Xbox One, Wii, Wii U                                                          |        |
| 2014 | Tetris Ultimate                                     | 6. listopadu 2014  | SoMa Play                                                 | Microsoft Windows, PlayStation 4, Xbox One, Nintendo 3DS, PlayStation Vita                                            |        |
| 2014 | Assassin's Creed Rogue                              | 11. listopadu 2014 | Ubisoft Sofia                                             | Microsoft Windows, PlayStation 3, PlayStation 4, Xbox 360, Xbox One, Nintendo Switch                                  |        |
| 2014 | Assassin's Creed Unity                              | 11. listopadu 2014 | Ubisoft Montreal                                          | Microsoft Windows, PlayStation 4, Xbox One, Stadia                                                                    |        |
| 2014 | Shape Up                                            | 11. listopadu 2014 | Ubisoft Montreal                                          | Xbox One |        |
| 2014 | Far Cry 4                                           | 18. listopadu 2014 | Ubisoft Montreal                                          | Microsoft Windows, PlayStation 3, PlayStation 4, Xbox 360, Xbox One                                                   |        |
| 2014 | The Crew                                            | 2. prosince 2014   | Ivory Tower, Ubisoft Reflections                          | Microsoft Windows, PlayStation 4, Xbox 360, Xbox One                                                                  |        |
| 2015 | Grow Home                                           | 4. února 2015      | Ubisoft Reflections                                       | Linux, Microsoft Windows, PlayStation 4                                                                               |        |
| 2015 | The Mighty Quest for Epic Loot                      | 5. února 2015      | Ubisoft Montreal                                          | Android, iOS, Microsoft Windows                                                                                       |        |
| 2015 | Driver: Speedboat Paradise                          | 7. dubna 2015      | Ubisoft Paris, Ubisoft Craiova                            | Android, iOS |        |
| 2015 | Toy Soldiers: War Chest                             | 11. srpna 2015     | Signal Studios                                            | Microsoft Windows, PlayStation 4, Xbox One                                                                            |        |
| 2015 | Gravity Falls: Legend of the Gnome Gemulets         | 20. října 2015     | Ubisoft Osaka                                             | Nintendo 3DS |        |
| 2015 | Just Dance 2016                                     | 20. října 2015     | Ubisoft Paris                                             | PlayStation 3, PlayStation 4, Xbox 360, Xbox One, Wii, Wii U                                                          |        |
| 2015 | Just Dance: Disney Party 2                          | 20. října 2015     | Ubisoft San Francisco                                     | Xbox 360, Xbox One, Wii, Wii U                                                                                        |        |
| 2015 | Assassin's Creed Syndicate                          | 23. října 2015     | Ubisoft Quebec                                            | Microsoft Windows, PlayStation 4, Xbox One, Stadia                                                                    |        |
| 2015 | Anno 2205                                           | 3. listopadu 2015  | Blue Byte                                                 | Microsoft Windows |        |
| 2015 | Tom Clancy's Rainbow Six Siege                      | 1. prosince 2015   | Ubisoft Montreal                                          | Microsoft Windows, PlayStation 4, PlayStation 5, Xbox One, Xbox Series X/S                                            |        |
| 2016 | Sandstorm: Pirate Wars                              | 28. ledna 2016     | Ubisoft Barcelona                                         | Android, iOS |        |
| 2016 | Far Cry Primal                                      | 23. února 2016     | Ubisoft Montreal                                          | Microsoft Windows, PlayStation 4, Xbox One                                                                            |        |
| 2016 | Assassin's Creed Identity                           | 25. února 2016     | Blue Byte                                                 | Android, iOS |        |
| 2016 | Tom Clancy's The Division                           | 8. března 2016     | Massive Entertainment                                     | Microsoft Windows, PlayStation 4, Xbox One                                                                            |        |
| 2016 | TrackMania Turbo                                    | 22. března 2016    | Nadeo                                                     | Microsoft Windows, PlayStation 4, Xbox One                                                                            |        |
| 2016 | Hungry Shark: World                                 | 4. května 2016     | Future Games of London                                    | Android, iOS, Microsoft Windows, PlayStation 4, Xbox One                                                              |        |
| 2016 | Trials of the Blood Dragon                          | 13. června 2016    | RedLynx                                                   | Microsoft Windows, PlayStation 4, Xbox One                                                                            |        |
| 2016 | Grow Up                                             | 16. srpna 2016     | Ubisoft Reflections                                       | Microsoft Windows, PlayStation 4, Xbox One                                                                            |        |
| 2016 | Champions of Anteria                                | 30. srpna 2016     | Blue Byte                                                 | Microsoft Windows |        |
| 2016 | Just Sing                                           | 6. září 2016       | iNiS                                                      | PlayStation 4, Xbox One                                                                                               |        |
| 2016 | Eagle Flight                                        | 18. října 2016     | Ubisoft Montreal                                          | Microsoft Windows, PlayStation 4                                                                                      |        |
| 2016 | Just Dance 2017                                     | 25. října 2016     | Ubisoft Paris                                             | Microsoft Windows, PlayStation 3, PlayStation 4, Xbox 360, Xbox One, Nintendo Switch, Wii, Wii U                      |        |
| 2016 | Watch Dogs 2                                        | 15. listopadu 2016 | Ubisoft Montreal                                          | Microsoft Windows, PlayStation 4, Xbox One, Stadia                                                                    |        |
| 2016 | Steep                                               | 2. prosince 2016   | Ubisoft Annecy                                            | Microsoft Windows, PlayStation 4                                                                                      |        |
| 2016 | Werewolves Within                                   | 6. prosince 2016   | Red Storm Entertainment                                   | Microsoft Windows, PlayStation 4                                                                                      |        |
| 2017 | For Honor                                           | 14. února 2017     | Ubisoft Montreal                                          | Microsoft Windows, PlayStation 4, Xbox One                                                                            |        |
| 2017 | Tom Clancy's Ghost Recon Wildlands                  | 7. března 2017     | Ubisoft Paris, Ubisoft Milan                              | Microsoft Windows, PlayStation 4, Xbox One, Stadia                                                                    |        |
| 2017 | Star Trek: Bridge Crew                              | 30. května 2017    | Red Storm Entertainment                                   | Microsoft Windows, PlayStation 4, Oculus Quest                                                                        |        |
| 2017 | Mario + Rabbids Kingdom Battle                      | 29. srpna 2017     | Ubisoft Milan                                             | Nintendo Switch |        |
| 2017 | Atomega                                             | 19. září 2017      | Ubisoft Reflections                                       | Microsoft Windows |        |
| 2017 | South Park: The Fractured but Whole                 | 17. října 2017     | Ubisoft San Francisco                                     | Microsoft Windows, PlayStation 4, Xbox One, Nintendo Switch                                                           |        |
| 2017 | Just Dance 2018                                     | 24. října 2017     | Ubisoft Paris                                             | Nintendo Switch, PlayStation 3, PlayStation 4, Xbox 360, Xbox One, Wii, Wii U                                         |        |
| 2017 | Assassin's Creed Origins                            | 27. října 2017     | Ubisoft Montreal                                          | Microsoft Windows, PlayStation 4, Xbox One, Stadia                                                                    |        |
| 2017 | South Park: Phone Destroyer                         | 9. listopadu 2017  | RedLynx                                                   | Android, iOS |        |
| 2017 | Ode                                                 | 27. listopadu 2017 | Ubisoft Reflections                                       | Microsoft Windows |        |
| 2018 | Hungry Dragon                                       | 22. února 2018     | Ubisoft Barcelona                                         | Android, iOS |        |
| 2018 | Far Cry 5                                           | 27. března 2018    | Ubisoft Montreal, Ubisoft Toronto                         | Microsoft Windows, PlayStation 4, Xbox One, Stadia                                                                    |        |
| 2018 | The Crew 2                                          | 29. června 2018    | Ivory Tower                                               | Microsoft Windows, PlayStation 4, Xbox One, Stadia                                                                    |        |
| 2018 | Transference                                        | 18. září 2018      | SpectreVision, Ubisoft Montreal                           | Microsoft Windows, PlayStation 4, Xbox One                                                                            |        |
| 2018 | Assassin's Creed Odyssey                            | 5. října 2018      | Ubisoft Quebec                                            | Microsoft Windows, PlayStation 4, Xbox One, Nintendo Switch, Stadia                                                   |        |
| 2018 | Starlink: Battle for Atlas                          | 16. října 2018     | Ubisoft Toronto                                           | Microsoft Windows, PlayStation 4, Xbox One, Nintendo Switch                                                           |        |
| 2018 | Just Dance 2019                                     | 23. října 2018     | Ubisoft Paris, Ubisoft Pune, Ubisoft Shanghai             | PlayStation 4, Xbox 360, Xbox One, Nintendo Switch, Wii, Wii U                                                        |        |
| 2019 | Far Cry New Dawn                                    | 15. února 2019     | Ubisoft Montreal                                          | Microsoft Windows, PlayStation 4, Xbox One, Stadia                                                                    |        |
| 2019 | Trials Rising                                       | 26. února 2019     | RedLynx, Ubisoft Kyiv                                     | Microsoft Windows, PlayStation 4, Xbox One, Nintendo Switch, Stadia                                                   |        |
| 2019 | Anno 1800                                           | 16. dubna 2019     | Blue Byte                                                 | Microsoft Windows |        |
| 2019 | Tom Clancy's The Division 2                         | 15. března 2019    | Massive Entertainment                                     | Microsoft Windows, PlayStation 4, Xbox One, Stadia                                                                    |        |
| 2019 | Space Junkies                                       | 26. března 2019    | Ubisoft Montpellier                                       | Microsoft Windows, PlayStation 4                                                                                      |        |
| 2019 | Rayman Mini                                         | 19. září 2019      | Ubisoft Montpellier, Pastagames                           | iOS, tvOS |        |
| 2019 | Tom Clancy's Ghost Recon Breakpoint                 | 4. října 2019      | Ubisoft Paris                                             | Microsoft Windows, PlayStation 4, Xbox One, Stadia                                                                    |        |
| 2019 | Just Dance 2020                                     | 5. listopadu 2019  | Ubisoft Paris                                             | PlayStation 4, Xbox One, Nintendo Switch, Wii, Stadia                                                                 |        |
| 2019 | Might & Magic Heroes: Era of Chaos                  | 26. listopadu 2019 | Playcrab                                                  | Android, iOS |        |

### 2020–dosud
| Rok  | Název                                      | Datum vydání       | Vývojáři                               | Platformy                                                                                                 | Zdroje        |
| ---- | ------------------------------------------ | ------------------ | -------------------------------------- | --- | ------------- |
| 2020 | Hyper Scape                                | 11. srpna 2020     | Ubisoft Montreal                       | Microsoft Windows, PlayStation 4, PlayStation 5, Xbox One, Xbox Series X/S                                | [ 26 ]        |
| 2020 | Tom Clancy's Elite Squad                   | 25. srpna 2020     | Owlient                                | Android, iOS                                                                                              | [ 27 ]        |
| 2020 | Watch Dogs: Legion                         | 29. října 2020     | Ubisoft Toronto                        | Microsoft Windows, PlayStation 4, PlayStation 5, Stadia, Xbox One, Xbox Series X/S                        | [ 28 ] [ 29 ] |
| 2020 | Assassin's Creed Valhalla                  | 10. listopadu 2020 | Ubisoft Montreal                       | Luna, Microsoft Windows, PlayStation 4, PlayStation 5, Stadia, Xbox One, Xbox Series X/S                  | [ 30 ]        |
| 2020 | Just Dance 2021                            | 12. listopadu 2020 | Ubisoft Paris                          | Nintendo Switch, PlayStation 4, PlayStation 5, Stadia, Xbox One, Xbox Series X/S                          | [ 31 ]        |
| 2020 | Idle Restaurant Tycoon                     | 3. prosince 2020   | Kolibri Games                          | Android, iOS                                                                                              | [ 32 ]        |
| 2020 | Immortals Fenyx Rising                     | 3. prosince 2020   | Ubisoft Quebec                         | Microsoft Windows, Nintendo Switch, PlayStation 4, PlayStation 5, Stadia, Xbox One, Xbox Series X/S       | [ 33 ]        |
| 2021 | Far Cry 6                                  | 7. října 2021      | Ubisoft Toronto                        | Luna, Microsoft Windows, PlayStation 4, PlayStation 5, Stadia, Xbox One, Xbox Series X/S                  |               |
| 2021 | Riders Republic                            | 28. října 2021     | Ubisoft Annecy                         | Luna, Microsoft Windows, PlayStation 4, PlayStation 5, Stadia, Xbox One, Xbox Series X/S                  |               |
| 2021 | Just Dance 2022                            | 4. listopadu 2021  | Ubisoft Paris                          | Nintendo Switch, PlayStation 4, PlayStation 5, Stadia, Xbox One, Xbox Series X/S                          |               |
| 2021 | Monopoly Madness                           | 9. prosince 2021   | Engine Software                        | Luna, Microsoft Windows, Nintendo Switch, PlayStation 4, PlayStation 5, Stadia, Xbox One, Xbox Series X/S | [ 34 ]        |
| 2022 | Clash of Beasts                            | 11. ledna 2022     | Ubisoft Abu Dhabi                      | Android, iOS                                                                                              | [ 35 ]        |
| 2022 | Tom Clancy's Rainbow Six Extraction        | 20. ledna 2022     | Ubisoft Montreal                       | Microsoft Windows, PlayStation 4, PlayStation 5, Stadia, Xbox One, Xbox Series X/S                        | [ 36 ]        |
| 2022 | Trivial Pursuit Live! 2                    | 17. března 2022    | Ubisoft                                | Nintendo Switch, PlayStation 4, Xbox One, Xbox Series X/S                                                 | [ 37 ]        |
| 2022 | Roller Champions                           | 25. května 2022    | Ubisoft Montreal                       | Microsoft Windows, Nintendo Switch, PlayStation 4, Xbox One                                               | [ 38 ] [ 39 ] |
| 2022 | Rabbids: Party of Legends                  | 30. června 2022    | Ubisoft Chengdu                        | Nintendo Switch, PlayStation 4, Stadia, Xbox One                                                          | [ 40 ]        |
| 2022 | Wild Arena Survivors                       | 30. srpna 2022     | Ubisoft Paris Mobile, Ubisoft Bordeaux | Android, iOS                                                                                              | [ 41 ]        |
| 2022 | Rocksmith+                                 | 6. září 2022       | Ubisoft San Francisco                  | Microsoft Windows                                                                                         | [ 42 ]        |
| 2022 | Mario + Rabbids Sparks of Hope             | 20. října 2022     | Ubisoft Milan, Ubisoft Paris           | Nintendo Switch                                                                                           | [ 43 ]        |
| 2022 | Just Dance 2023 Edition                    | 22. listopadu 2022 | Ubisoft Paris                          | Nintendo Switch, PlayStation 5, Xbox Series X/S                                                           | [ 44 ]        |
| 2023 | The Settlers: New Allies                   | 17. února 2023     | Ubisoft Düsseldorf                     | Microsoft Windows, PlayStation 4, PlayStation 5, Xbox One, Xbox Series X/S, Luna, Stadia, Nintendo Switch | [ 45 ]        |
| 2023 | Assassin's Creed Mirage                    | 12. října 2023     | Ubisoft Bordeaux                       | Microsoft Windows, PlayStation 4, PlayStation 5, Xbox One, Xbox Series X/S, Luna                          | [ 46 ]        |
| 2023 | Just Dance 2024 Edition                    | 24. října 2023     | Ubisoft Paris                          | Xbox Series X/S                                                                                           | [ 47 ]        |
| 2023 | Assassin's Creed: Nexus                    |                    | Red Storm Entertainment                | Oculus VR                                                                                                 | [ 48 ]        |
| 2023 | Avatar: Frontiers of Pandora               | 7. prosince 2023   | Massive Entertainment                  | Microsoft Windows, PlayStation 5, Xbox Series X/S, Luna, Stadia                                           | [ 49 ]        |
| 2024 | Prince of Persia The Lost Crown            | 18. ledna 2024     | Ubisoft Montpellier                    | Microsoft Windows, PlayStation 4, PlayStation 5, Xbox One, Xbox Series X/S, Nintendo Switch               | [ 50 ]        |
| 2024 | Skull & Bones                              | 16. února 2024     | Ubisoft Singapore                      | Microsoft Windows, PlayStation 5, Xbox Series X/S, Luna                                                   | [ 51 ]        |
| 2024 | Star Wars: Outlaws                         | bude oznámeno      | Massive Entertainment                  | Microsoft Windows, PlayStation 5, Xbox Series X/S                                                         | [ 52 ]        |
| tba  | Assassin's Creed Codename Red              | bude oznámeno      |                                        | |               |
| tba  | Assassin's Creed Codename Hexe             | bude oznámeno      |                                        | |               |
| tba  | Prince of Persia: The Sands of Time Remake | bude oznámeno      | Ubisoft Montreal, Ubisoft Mumbai       | Microsoft Windows, PlayStation 4, Xbox One                                                                |               |
| tba  | Beyond Good and Evil 2                     | bude oznámeno      | Ubisoft Montpellier                    | bude oznámeno                                                                                             |               |
| tba  | Tom Clancy's The Division Heartland        | bude oznámeno      | Red Storm Entertainment                | Microsoft Windows, PlayStation 4, PlayStation 5, Xbox One, Xbox Series X/S                                | [ 53 ]        |